# برناردا د اوتره‌را
برناردا دِ اوتره‌را (اسپانیایی: Bernarda de Utrera‎؛ ۳ مارس ۱۹۲۷–۲۸ اکتبر ۲۰۰۹) خواننده اهل اسپانیا بود.
او در خانواده‌ای اهل هنر به دنیا آمد و از دوران کودکی به همراه خواهرش فرناندا د اوتره‌را آموختن خوانندگی را آغاز کرد.
وی بابت فعالیت‌های هنری‌اش، برنده جوایز گوناگونی شده بود که از آن جمله می‌توان به «نشان زرین لیاقت در هنرهای زیبا» اشاره کرد.